# Blacus procerus
Blacus procerus är en stekelart som beskrevs av Haeselbarth 1973. Blacus procerus ingår i släktet Blacus och familjen bracksteklar. Inga underarter finns listade.